# Allison Smith
Allison Smith (ur. 9 grudnia 1969 w Nowym Jorku) – amerykańska aktorka filmowa i telewizyjna, była aktorka dziecięca.
Znana jest głównie z występów w telewizji. W latach 1984–1987 gościnnie występowała w sitcomie Kate & Allie. Smith pojawiała się także na Broadwayu w musicalu Little Orphan Annie.

## Wybrana filmografia
- 1984-1987: Kate i Allie – Jennie Lowell
- 1989: Detektyw Hunter (Hunter) – Cheryl Donovan
- 1993: Piątek, trzynastego IX: Jason idzie do piekła (Jason Goes to Hell: The Final Friday) – Vicki
- 1994: Młody Indiana Jones: Kaprysy Hollywood (Young Indiana Jones and the Hollywood Follies) – Claire Lieberman
- 1995: Homicide: Life on the Street – oficer Debbie Haskell
- 1995: Dotyk anioła (Touched by an Angel) – Jennifer
- 1999–2006: Prezydencki poker (The West Wing) – Mallory O’Brien
- 2002: Z Archiwum X (The X-Files) – Patti
- 2004: Helter Skelter – Patricia „Katie” Krenwinkle
- 2006: Zaklinacz dusz (Ghost Whisperer) – Lisa